# Silvaplanersee
Jezero Silvaplanersee (rétorománsky Lej da Silvaplauna) je jezero v Horních Engadinech. Je pojmenováno podle vesnice Silvaplana a je prostředním ze tří jezer v oblasti Engadinských jezer.

## Popis
Jezerem protéká řeka Inn, které se zde stále říká Sela. Do jezera se v obci Silvaplana vlévá potok Ova dal Vallun. Tento potok vnesl do jezera velké množství sedimentů, které vytvořily výrazné zúžení jezera Silvaplanersee. Jezero nad zúžením se nazývá Lej da Champfèr.
Jižně od jezera se nachází osada Surlej a lyžařský areál Corvatsch. Jezero je oblíbené mezi kitesurfaři a windsurfaři, zejména díky stálému a silnému větru Maloja, který se obvykle zvedá kolem poledne.

## Galerie

Historický letecký snímek Wernera Friedliho (1954)
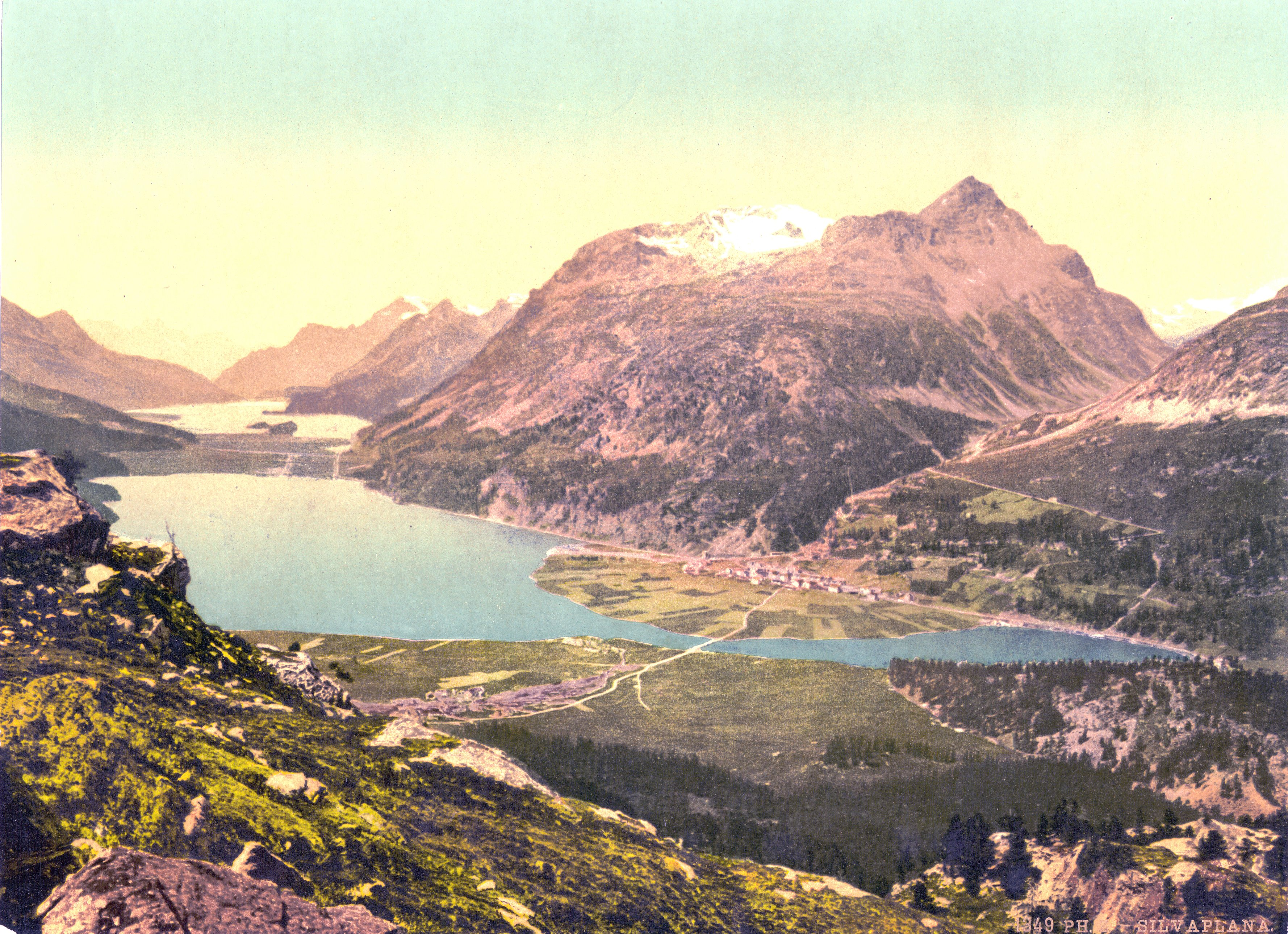
Silvaplanersee okolo roku 1900
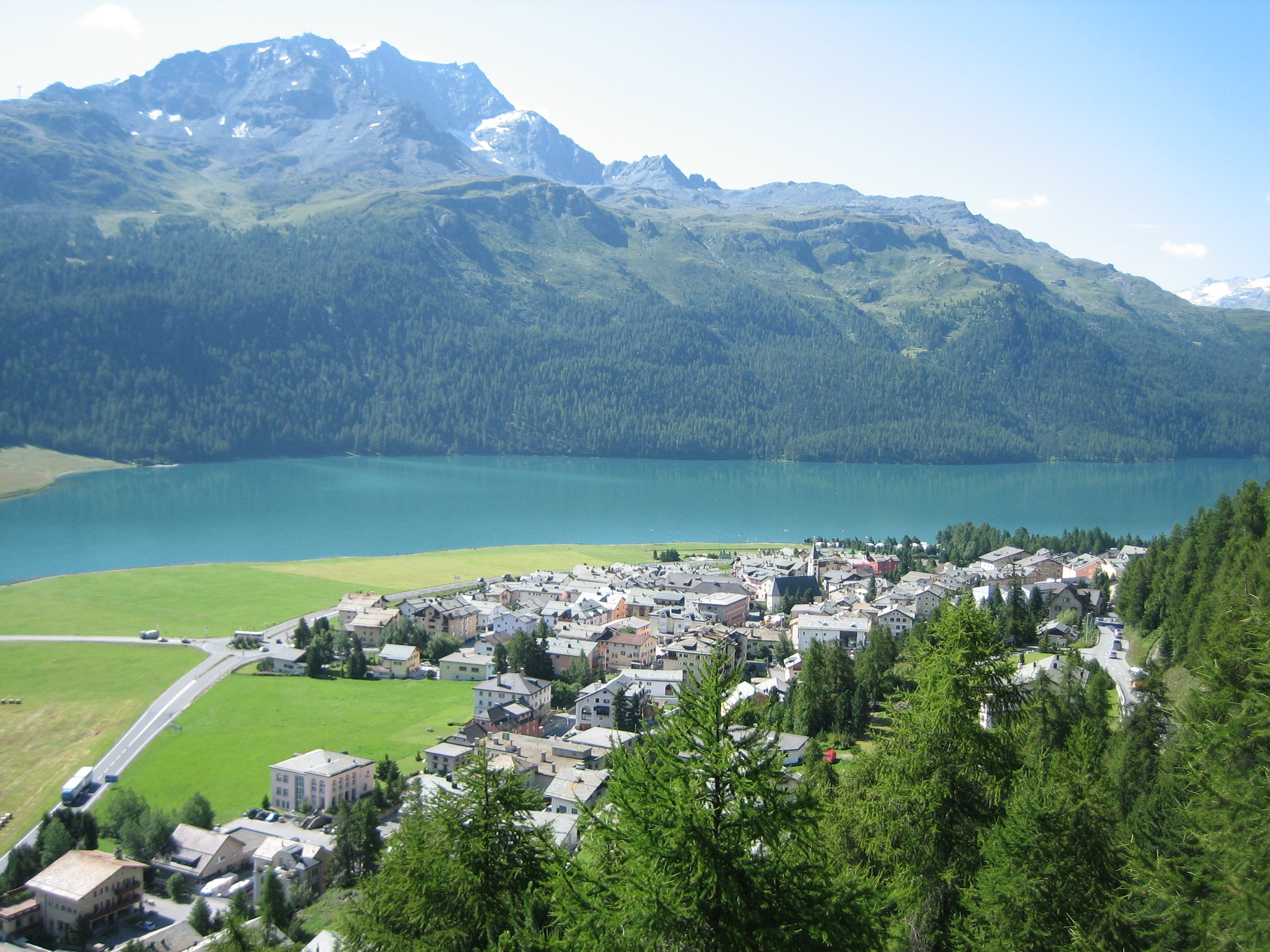
Silvaplana s jezerem
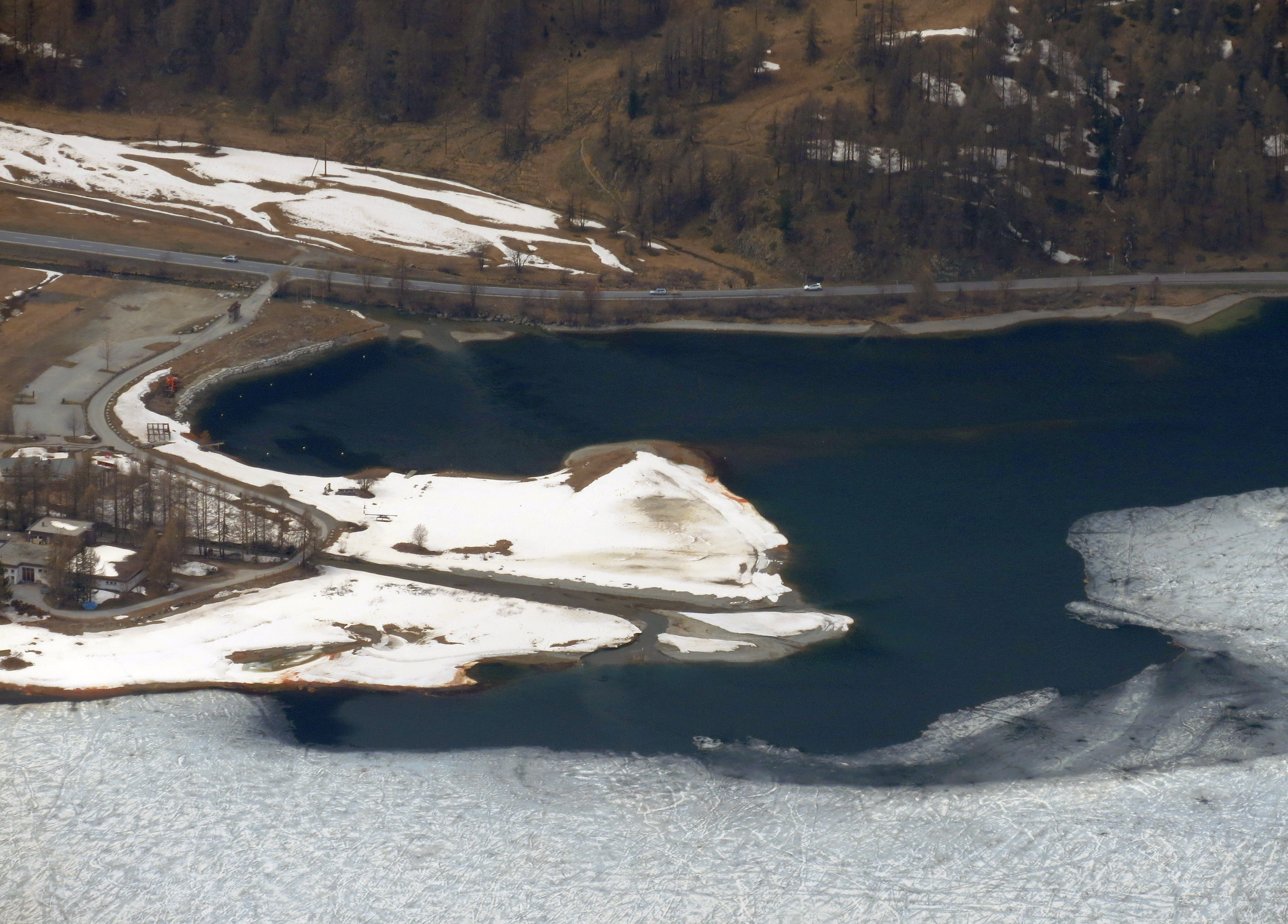
Soutok Sela (Inn, před silnicí) a Fedacla (v aluviálním vějíři)